# Macael
Macael ist eine spanische Gemeinde in der Comarca Valle del Almanzora der Provinz Almería in der Autonomen Gemeinschaft Andalusien. Die Bevölkerung von Macael bestand im Jahr 2024 aus 5.428 Einwohnern. Die Geschichte der Gemeinde Macael ist mit ihrem größten Reichtum, dem weißen Marmor, verbunden; daher der Name "Stadt des weißen Goldes".

## Geografie
Die Gemeinde grenzt an Cantoria, Chercos, Fines, Laroya, Líjar, Olula del Río, Purchena und Tahal. 

## Geschichte
Der Marmor der Gemeinde ist weltweit bekannt und wurde schon in der Zeit der Phönizier hier abgebaut. Auch für den Bau der Alhambra von Granada wurde Marmor aus der Gemeinde verwendet.